# 바인광장
바인광장(독일어: Weinplatz 바인플라츠[*], 문자 그대로: 와인 광장)는 스위스 취리히의 귀뮈에스브루크(Gmüesbrugg) 다리와 역사적인 시프페 지구에 인접한 인기 있는 공공 광장이다.

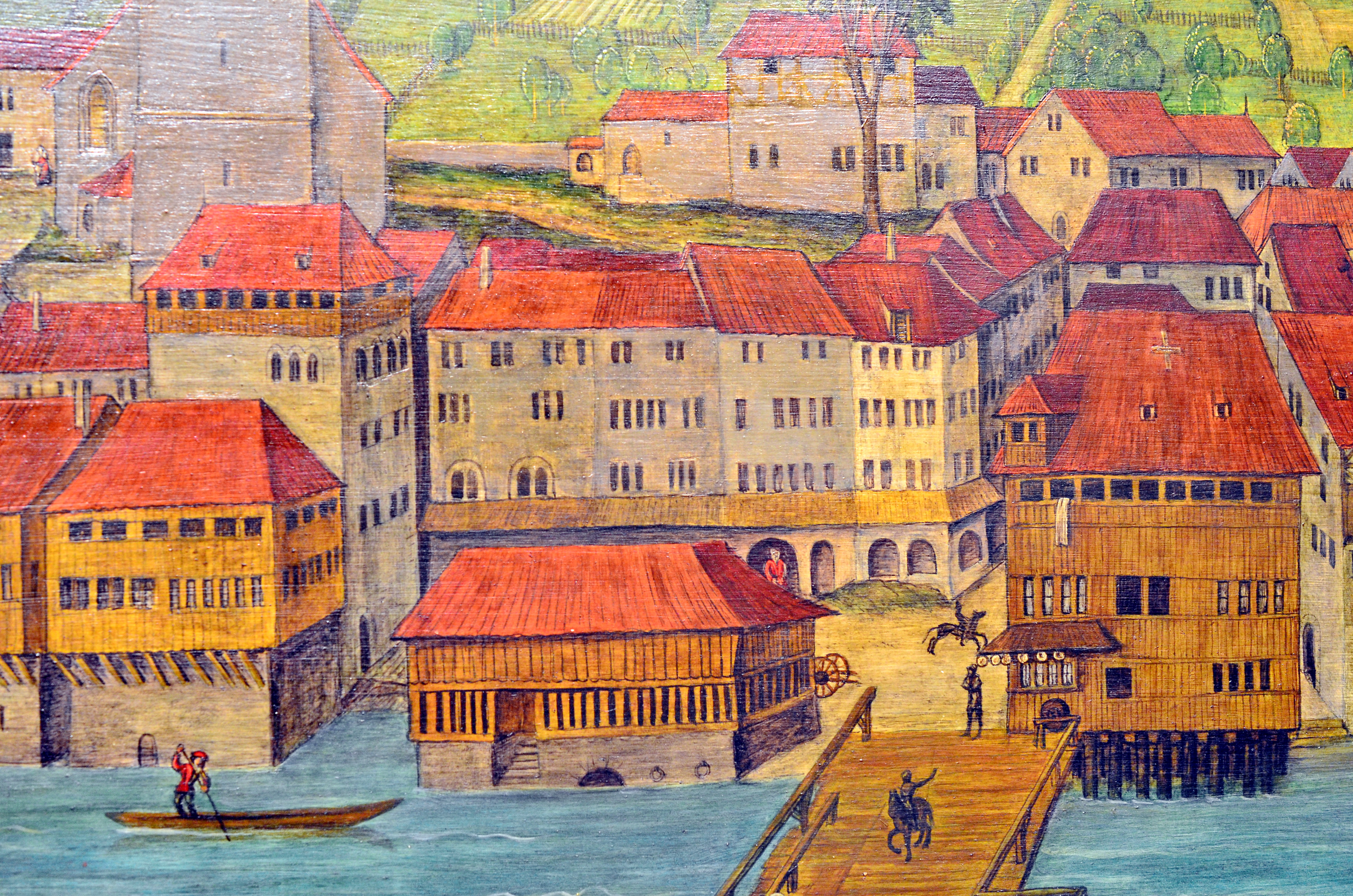
시프페와 바인플라츠 사이의 중세 나무다리의 바인플라츠, 그리고 현재의 리마트콰이, 1498년경 한스 로이 그림

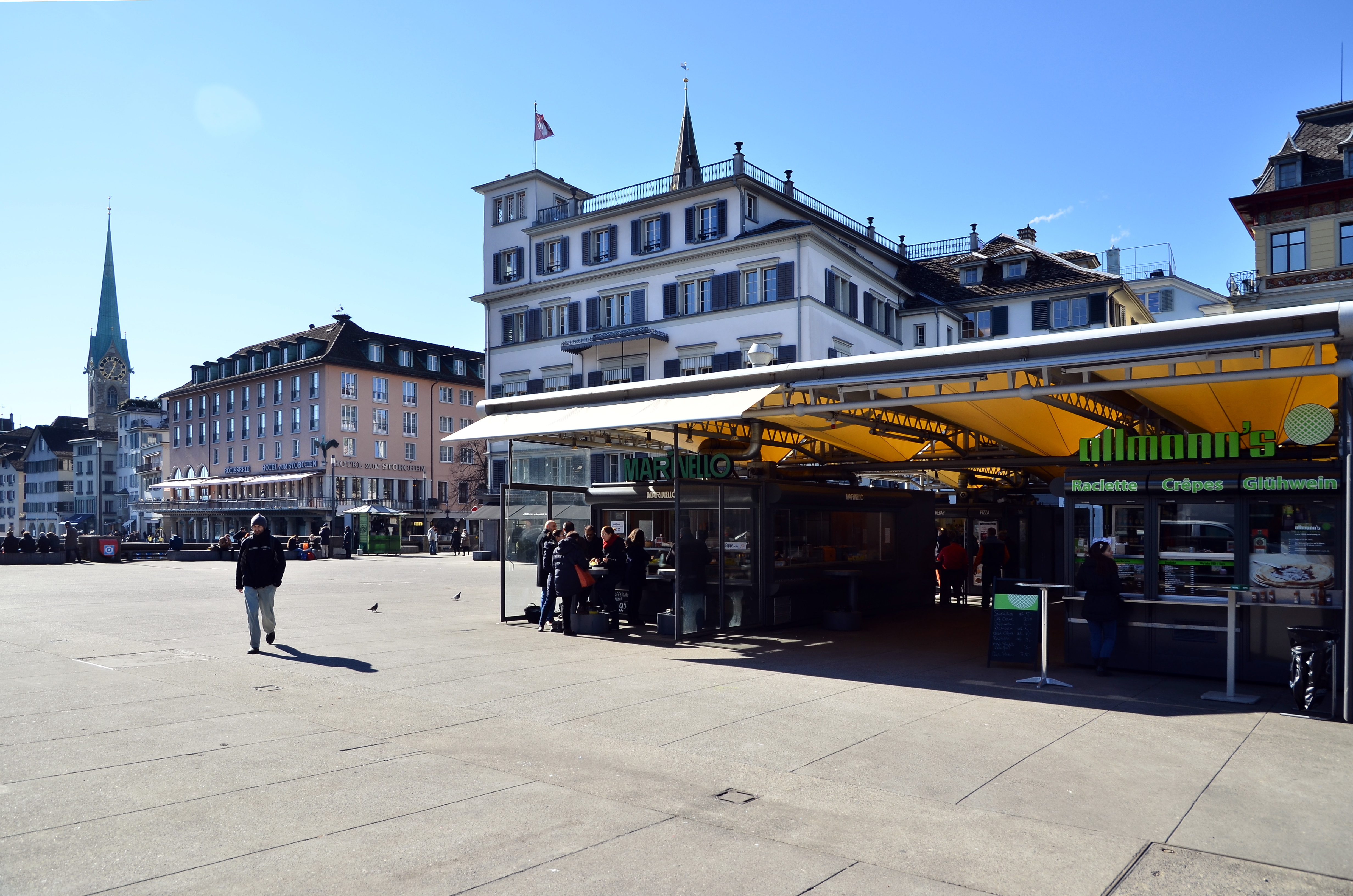
리마트콰이에서 본 바인플라츠와 라트하우스교

## 지리
바인광장는 이전에 켈트-로마 투리쿰으로 알려졌던 취리히의 역사적 중심지에 위치하며, 린덴호프의 남동쪽 기슭, 라트하우스교 광장의 오른쪽 서쪽, 뮌스터호프 광장의 북쪽, 리마트강 동쪽 강변의 시프페 구 남쪽에 있다.

## 교통
라트하우스교 옆에 위치한 대중교통은 취리히 트램 라인 2, 4, 15로 제공된다. 슈토어헨 정류장에서 취리히호 해운은 뷔르클리플라츠와 취리히호른으로 향하는 대중교통도 제공한다. 개별 운송은 일반적으로 금지된다. 이 지역은 취리히 구시가지의 보행자 구역의 일부이므로 하류의 리마트콰이 하류와 상류의 벨뷰플라츠 사이에서 차량 통행이 제한된다.

## 역사
서기 70/75년에 하버 지구는 스키페-바인플라츠 지역의 구 오피둠 린덴호프 기슭에 있는 리마트강 강변에 새로 인수된 땅에 생겼고, 갈로로마인 투리쿰의 정착 지역은 현재 리마트콰이의 리마트강 우안으로 확장되었다. 돌로 만든 공공건물과 포장도로가 건설되었다. 뮌스터교 건설 중 발견된 최근의 고고학적 증거에 따르면 현재의 바인광장은 켈트-로마 투리쿰의 민간 항구가 있었던 곳일 수 있다.  현재 바인광장이 있는 곳에서 성 페테르호프슈타트 방향서기 2~4세기의 놀라운 테르마 유적이 발굴되었다.
고대 코른하우스 광장(라트하우스교) 광장의 일부인 바인광장은 중세 시대에 곡물 및 야채 상점으로 사용되었으며, 1630년에 지역 와인의 공개 시장인 현재의 바인광장 광장이 되었다. 1647년 시장을 뮌스터호프 광장으로 이전했음에도 불구하고 이름은 여전히 동일하다. 일부 중세 자료에서는 13세기 초에 파퍼스빌 가문이 취리히의 자리로 사용한 "빨간 탑"을 의미하는 로터 투름 건물에 대해 언급하고 있다. 훨씬 후에 그것은 '문학 카페'가 되었고 철거되었다. 바인광장은 현재 뮌스터호프 광장 근처에 있는 인기 있는 관광지이며, 작은 상점과 카페가 있는 곳이다.

## 볼거리

### 테르멘가세
1983/84년 고고학 발굴로 인해 성 페테르호프슈타트 방향으로 로마 온천 유적이 발견되었다. 이 사이트는 부분적으로 대중에게 공개되었으며, 정보 게시판과 사이트에서 발견된 일부 인공물의 복제품으로 설명되어 있다.

### 검탑
1265년에 처음 언급된 취리히 기사 야콥 뮐너는 주거용 탑인 춤 슈베르트 (문자 그대로: 검의 탑)를 프라우뮌스터 수도원에 넘겨주고 영지로 돌려주었다. 1406년에 고트프리트 2세의 딸들로부터 여관을 차린 한스 브루너에게 이 단지가 들어왔다. 오늘날 이전 타워는 숙박 건물이며, 1층에 상점이 있다.

## 호텔 춤 슈터어헨
춤 슈토어헨(Zum Storchen, 문자 그대로: 황새에게)이라는 이름의 기원은 불분명하지만, 지역 전설에 따르면 그 이름은 오래 전에 지붕에 서식했던 희귀한 검은 황새 몇 마리에서 유래했다고 한다. 1357년에 건물 후스 춤 슈토어헨(Hus zum Storchen, 문자 그대로 황새 집)이 도시의 세금 기록에 처음으로 언급되었다. 약 100년 후, 그것은 수백년 동안 지속된 전통인 호스텔로 지정되었다. 1938년에 중세 건축물이 재건되어 현재의 호텔, 바, 레스토랑을 수용할 수 있다. 이 건물은 중세 어부와 뱃사공 조합인 선원 길드(Zunft zur Schiffleuten)의 길드하우스로도 사용되며, 그 이름은 아마도 호텔 근처의 바인플라츠 광장에 있는 고대 항구를 가리키는 이름일 것이다.